# 4702 Berounka
4702 Berounka eller 1987 HW är en asteroid i huvudbältet som upptäcktes den 23 april 1987 av den tjeckiske astronomen Antonín Mrkos vid Kleť-observatoriet i Tjeckien. Den är uppkallad efter floden Berounka.
Asteroiden har en diameter på ungefär 8 kilometer och den tillhör asteroidgruppen Gefion.